# Hrabstwo Bollinger
Hrabstwo Bollinger (ang. Bollinger County) – hrabstwo w stanie Missouri w Stanach Zjednoczonych.
Obszar całkowity hrabstwa obejmuje powierzchnię 621 mil2 (1 609 km²). Według danych z 2010 r. hrabstwo miało 17 049 mieszkańców. Hrabstwo powstało w 1851.

## Główne drogi
- Route 34
- Route 51
- Route 72

## Sąsiednie hrabstwa
- Hrabstwo Perry (północ)
- Hrabstwo Cape Girardeau (wschód)
- Hrabstwo Stoddard (południe)
- Hrabstwo Wayne (południowy zachód)
- Hrabstwo Madison (północny zachód)

## Miasta
- Marble Hill

## Wioski
- Glen Allen
- Sedgewickville
- Zalma